# Friedhelm Golücke

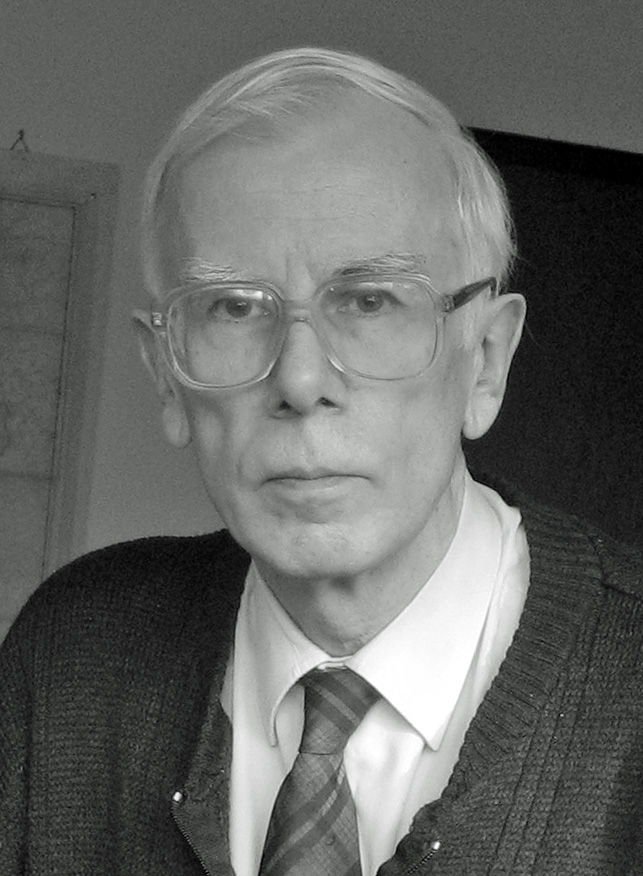
Friedhelm Golücke (2007)

Friedhelm Golücke (* 15. Oktober 1941 in Paderborn) ist ein deutscher Gymnasiallehrer und Studentenhistoriker.

## Leben
Golücke wurde als Sohn eines Kaufmanns geboren und besuchte in seiner Heimatstadt das Reismann-Gymnasium Paderborn. Nach dem Abitur diente er als Soldat auf Zeit bei der Panzergrenadiertruppe. Ab 1964 studierte er an der Universität Würzburg Philologie (Geschichte, Französisch). Nach der Zwischenprüfung wechselte er an die Universität Gießen. Nach einer Anstellung am Centre national d'enseignement à distance in Paris kehrte er nach Würzburg zurück. 1971 bestand er das Staatsexamen für das höhere Lehramt. Nach einem Aufenthalt am Militärgeschichtlichen Forschungsamt in Freiburg im Breisgau wurde er mit einer Doktorarbeit bei Hanns Hubert Hofmann 1974 in Würzburg zum Dr. phil. promoviert. Nach dem zweijährigen Referendariat in Neumünster unterrichtete er vier Jahre an der Klaus-Groth-Schule Neumünster. 1980 ging er als wissenschaftlicher Mitarbeiter an die Universität-Gesamthochschule Paderborn. Nach einer Beurlaubung war er ab 1991 wieder im  Schuldienst des Landes Schleswig-Holstein tätig. Er wechselte alsbald in den Schuldienst von Nordrhein-Westfalen und kam als Studienrat an das vertraute Reismann-Gymnasium Paderborn.
Seit Studienbeginn Mitglied der KDStV Markomannia Würzburg, verschrieb Golücke sich der Studentengeschichte. Er stiftete die Gemeinschaft für deutsche Studentengeschichte (GDS). Seit vielen Jahren ist er Vorsitzender. Neben Harald Lönnecker, Matthias Stickler und Raimund Lang sitzt er im Kuratorium der GDS. Für seine Verdienste um die Hochschul- und Regionalgeschichte erhielt er 2008 das Bundesverdienstkreuz am Bande.
2022 zeichnete der Convent Deutscher Akademikerverbände Golücke für sein studentenhistorisches Lebenswerk mit der Fabricius-Medaille aus.
Golücke ist Oberstleutnant der Reserve.

## Schriften (Auswahl)
- Schweinfurt und der strategische Luftkrieg 1943. Der Angriff der US Air Force vom 14. Oktober 1943 gegen die Schweinfurter Kugellagerindustrie. Ferdinand Schöningh, Paderborn 1980, ISBN 3-506-77446-8.
- als Herausgeber: Paderborn wie es war. Lichtbilder aus der Zeit vor 1945 von Wilhelm Lange, Paul Michels u. a. Ferdinand Schöningh, Paderborn 1985.
- Das Schrifttum des CV und des ÖCV. 1844–1980. Eine Bibliographie (= Veröffentlichungen des Archivvereins der Markomannia. 23). Band 1. Archivverein der Markomannia, Würzburg 1982, ISBN 3-923621-00-0.
- Der Zusammenbruch Deutschlands – eine Transportfrage? Der Altenbekener Eisenbahnviadukt im Bombenkrieg 1944/45 (= Paderborner historische Forschungen. 3). SH-Verlag, Schernfeld 1993, ISBN 3-923621-85-X.
- Verfasserlexikon zur Studenten- und Universitätsgeschichte. Ein bio-bibliographisches Verzeichnis (= Abhandlungen zum Studenten- und Hochschulwesen. 13). SH-Verlag, Köln 2004, ISBN 3-89498-130-X.
- Kleines Studentenwörterbuch. Das akademische Leben im Überblick (= Kleine Schriften der GDS. 19). SH-Verlag, Köln 2006, ISBN 3-89498-171-7.
- Studentenwörterbuch. Student und Hochschule von A bis Z, 5., völlig überarbeitete und erweiterte Auflage in vier Bänden, herausgegeben im Auftrag der Gemeinschaft für deutsche  Studentengeschichte und des Instituts für Deutsche Studentengeschichte, Essen 2018, ISBN 978-3-939413-68-4.